# Adrienne Sachs
Adrienne Sachs (Brasília, DF, 8 de outubro de 1957) é uma modelo e atriz brasileira com carreira em Hollywood.
Começou como modelo na agência norte-americana Wilhelmina e seu primeiro trabalho foi na série de 1984, Mike Hammer.
É irmã da Ex-miss Karin Keller.

## Filmografia
The Pill
Fantasy Island
Alien Intruder
In the Cold of the Night
Family of Spies
Best of the Best
Cat Chaser
Two to Tango
RoboCop
My Demon Lover
The Stuff
Mike Hammer.